# Isis (tijdschrift)
Isis is een peer-reviewed wetenschappelijk tijdschrift dat uitgegeven wordt door de University of Chicago Press. Het is gewijd aan de geschiedenis van de wetenschap, technologie  en geneeskunde, alsook aan hun culturele invloeden. Het tijdschrift publiceert zowel originele onderzoeksartikelen als boek- en essaybesprekingen. Daarnaast verschijnt er per nummer een speciale rubriek die gewijd is aan één specifiek onderwerp. Dit zijn de ‘Focus’, ‘Viewpoint’ en ‘A Second Look’ rubrieken die in open access (vrij toegankelijk) gepubliceerd worden.

## Geschiedenis
Het tijdschrift Isis werd in 1912 opgericht door George Sarton.  George Sarton promoveerde in 1911 tot doctor in de wiskunde aan de Universiteit van Gent in België. Kort daarna ontstond bij Sarton het idee om een tijdschrift op te richten dat gewijd is  aan de wetenschapsgeschiedenis. Het eerste nummer werd in maart 1913 gepubliceerd. Isis is het oudste Engelstalige tijdschrift aan dit onderwerp gewijd en verschijnt vier keer per jaar. Bijdragen verschenen aanvankelijk in het Engels, Frans, Duits, of Italiaans, maar sinds de jaren twintig van de twintigste eeuw werd dit beperkt tot het Engels. Het tijdschrift wordt deels gefinancierd vanuit een schenking van het  Dibner fonds. Twee nauw verwante publicaties zijn Osiris (opgericht in 1936 door Sarton) en de Isis Current Bibliography.
Publicatie van het tijdschrift werd onderbroken in 1914 door de Duitse invasie van België tijdens de Eerste Wereldoorlog, en werd hervat in 1919. Tijdens de Tweede Wereldoorlog was publicatie enige tijd onmogelijk gedurende 1940 en gedurende 1945. Sindsdien zijn elk jaar vier nummers (soms dubbele nummers)  in één jaargang in druk verschenen, en sinds 2002 verschijnt het tijdschrift eveneens digitaal.
De Isis Current Bibliography werd oorspronkelijk Critical Bibliography genoemd, en is vanaf de eerste jaargang gepubliceerd. Sinds 1969 werd de Critical Bibliography als vijfde nummer van een jaargang uitgegeven. In 1989 werd de naam veranderd in Isis Current Bibliography, omdat vanaf Sartons’ terugtreding als hoofdredacteur in 1953, de bibliografie niet daadwerkelijk ‘kritisch’ meer was, aangezien niet elke citatie nog becommentarieerd werd door een expert. Het werd vanaf dat moment ook een aparte publicatie naast Isis. De  Isis Current Bibliography bevat citaties naar publicaties in de wetenschapsgeschiedenis en verwante disciplines. Deze publicaties betreffen boeken, boekbesprekingen, tijdschriftartikelen en meer. De bibliografie is de oudste en uitgebreidste bibliografie in het vakgebied. De Isis Current Bibliography is vrij toegankelijk via de website van de University of Chicago Press en de IsisCB Explore website.

## History of Science Society
In 1924 werd de  History of Science Society opgericht door George Sarton en Lawrence Joseph Henderson om zo de toekomst van Isis veilig te stellen.

## De titel van het tijdschrift
In een artikel, Why Isis, legt Sarton de keuze voor de naam van zijn tijdschrift uit. Deze keuze is tamelijk onbewust gemaakt nadat Sarton in aanraking kwam met de Egyptologie tijdens een bezoek aan de Egyptische afdeling van het Rijksmuseum van Oudheden in Leiden. Sarton gaat in dit artikel dieper in op de misverstanden die over de naam Isis zijn ontstaan: in de eerste jaren werd Isis vaak in verband gebracht met de vrijmetselarij, omdat sommige van hun rituelen een Egyptische oorsprong zouden hebben. Een ander misverstand was dat Isis zou refereren aan de theosofie, naar alle waarschijnlijkheid vanwege een boek getiteld Isis unveiled (1877) van Helena Petrovna Blavatsky, de leider van de theosofische beweging in die tijd. Eveneens, en erg begrijpelijk, werd bij Isis gedacht aan een tijdschrift gewijd aan de Egyptologie.

## Lijst van redacteurs van Isis
- 1913–1952: George Sarton
- 1953–1958: I. Bernard Cohen
- 1959–1963: Harry Woolf
- 1964–1978: Robert P. Multhauf
- 1979–1985: Arnold Thackray
- 1986–1988: Charles E. Rosenberg
- 1989–1993: Ronald L. Numbers
- 1994–2003: Margaret Rossiter
- 2003–2014: Bernard Lightman
- 2014–heden: H. Floris Cohen